# Johannes Strolz
Pour les articles homonymes, voir Strolz.
Johannes Strolz, né le 12 septembre 1992 à Bludenz, est un skieur alpin autrichien. Exclu de l'équipe d'Autriche pour manque de résultats et devenu policer à l'été 2021, il reprend l'entraînement poussé par son entourage, pour disputer la Coupe du monde 2021-2022. Son premier podium en Coupe du monde est également sa première victoire : il s'impose dans le slalom d'Adelboden le 9 janvier 2022 avec un dossard élevé (n°38). Un mois plus tard lors des Jeux de Pékin 2022, il remporte le titre olympique du combiné alpin, tout comme son père Hubert Strolz qui l'avait gagné à Calgary en 1988. Il enlève ensuite la médaille d'argent du slalom derrière Clément Noël, puis s'impose avec l'équipe d'Autriche dans l'épreuve par équipes mixtes. Avec deux titres et un podium, il est le skieur alpin le plus décoré des Jeux 2022. 

## Carrière
Né le 12 septembre 1992 à Bludenz, dans le Vorarlberg, Johannes Strolz est le fils d’Hubert Strolz, champion olympique du combiné en 1988. Il commence le ski alpin à l’âge de deux ans. Rapidement repéré grâce à ses résultats dans les compétitions locales et régionales, il intègre la Schihauptschule de Schruns avant de fréquenter l'Internatsschule für Schisportler Stams (de).
Il commence sa carrière dans les compétitions de la FIS lors de l'hiver 2007-2008 et la Coupe d'Europe en 2011. Aux Championnats du monde junior 2012, il décroche la médaille de bronze au super G. Il apparait pour la première fois dans une course en Coupe du monde en décembre 2013 à l'occasion du slalom géant de Val d'Isère. Il se révèle lors de la saison 2017-2018, marquant quelques points en Coupe du monde en slalom géant et en remportant la Coupe d'Europe, deuxième division du ski alpin. Durant l'hiver 2018-2019, il marque aussi des points en slalom et en combiné, finissant notamment 12e à Bansko.
En manque de résultats, il est exclu de l'équipe d'Autriche, et décide à l'été 2021 de se lancer dans une carrière de policier où il est affecté au contrôle de la circulation. Finalement, encouragé par ses proches, il reprend l'entraînement pour la saison 2021-2022. Seulement engagé en slalom, il sort en première manche à Val d'Isère et en deuxième à Wengen et abandonne sur le premier tracé à Schladming
Alors que son meilleur résultat était une dixième place dans le slalom de Madonna di Campiglio en 2020, comptant en tout huit résultats parmi les trente premiers, il surprend tout le monde sous la neige à Adelboden le 9 janvier 2022. Il  se place septième de la première manche du slalom avec le dossard n°38. Alors que les quatre premiers de la coupe du monde de slalom (Sebastian Foss Solevåg, Kristoffer Jakobsen, Clément Noël et Alexis Pinturault) abandonnent sur le premier ou le deuxième tracé,  il réussit une deuxième manche solide, et voit les coureurs suivants buter sur son chrono, battant finalement son compatriote Manuel Feller de 17/100e de seconde. Il se classe ensuite cinquième du slalom de Kitzbühel et gagne sa sélection en équipe d'Autriche pour les Jeux de Pékin. 

### Champion olympiques du combiné 34 ans après son père
Le 10 février 2022  à Pékin, Johannes Strolz est sacré champion olympique du combiné alpin. Il construit sa victoire en prenant la quatrième place de la descente à 75/100e de seconde d'Aleksander Aamodt Kilde qui réalise le meilleur temps,. Dans cette nouvelle formule du combiné où les coureurs s'élancent pour le slalom dans l'ordre du classement de la descente (et non en ordre inversé), il est le plus rapide des vingt-quatre concurrents encore en lice entre les piquets serrés,  et remporte la médaille d'or avec 59/100e d'avance sur Kilde et 68/100e sur le Canadien James Crawford qui avait fini deuxième de la descente. 
La famille Strolz possède désormais deux titres olympiques du combiné alpin, puisque le père de Johannes, Hubert Strolz, s'était imposé dans la discipline à  Calgary en 1988. Un père et un fils sacrés individuellement dans la même épreuve aux Jeux olympiques d'hiver est une première historique
Six jours plus tard, Johannes Strolz réalise le meilleur temps de la première manche du Slalom. Sixième sur le premier tracé, Clément Noël signe un temps dans le deuxième acte dont aucun skieur ne parvient à s'approcher, ce qui lui vaut la médaille d'or. Strolz, qui « referme le portillon », obtient le treizième temps, mais c'est suffisant pour lui permettre de prendre la médaille d'argent à 60/100e du skieur français.

## Palmarès

### Jeux olympiques d'hiver
| Épreuve / Édition | Slalom | Combiné | Team event |
| JO 2022 Pékin     | Argent | Or      | Or         |

### Coupe du monde
- Meilleur classement général : 68e en 2018-2019.
- 1 podium dont 1 victoire.

| Saison / Classement | Général | Général | Slalom | Slalom | Slalom géant | Slalom géant | Combiné alpin | Combiné alpin |
| Saison / Classement | Class.  | Points  | Class. | Points | Class.       | Points       | Class.        | Points        |
| ------------------- | ------- | ------- | ------ | ------ | ------------ | ------------ | ------------- | ------------- |
| 2017-2018           | 141e    | 10      | —      | —      | 53e          | 10           | —             | —             |
| 2018-2019           | 68e     | 93      | 37e    | 45     | 34e          | 26           | 20e           | 22            |
| 2019-2020           | 120e    | 26      | 46e    | 26     | —            | —            | —             | —             |
| 2020-2021           | 100e    | 40      | 35e    | 40     | —            | —            | —             | —             |

| Saison / Épreuve | Slalom    | Total |
| ---------------- | --------- | ----- |
| 2021-2022        | Adelboden | 1     |
| Total            | 1         | 1     |

### Championnats du monde junior
- Roccaraso 2012 :
  -  Médaille de bronze en super G.

### Coupe d'Europe
- Vainqueur du classement général en 2018.
- 4 victoires (2 en slalom géant, 1 en slalom et 1 en combiné).

En date de mars 2019.

### Championnats d'Autriche
- Champion du slalom en 2017.
- Champion du slalom géant en 2017 et 2019.